# Valentín Carboni
Valentín Carboni (sinh ngày 5 tháng 3 năm 2005) là một cầu thủ bóng đá chuyên nghiệp người Argentina hiện đang thi đấu ở vị trí tiền vệ tấn công cho câu lạc bộ Serie A Genoa, theo dạng cho mượn từ Inter Milan, và đội tuyển bóng đá quốc gia Argentina.
Carboni từng đại diện cho cả Ý và Argentina ở cấp độ trẻ quốc tế. Vào tháng 9 năm 2022, anh được The Guardian đưa vào danh sách 60 tài năng xuất sắc nhất thế giới sinh năm 2005.

## Sự nghiệp câu lạc bộ

### Những năm đầu
Sinh ra ở Buenos Aires, thời thơ ấu Carboni đã chơi futsal tại đội cơ sở Club Lafuente ở Lanús; năm 2013, khi mới 8 tuổi, anh bắt đầu chơi bóng khi gia nhập học viện trẻ của Lanús.
Vào tháng 7 năm 2019, Carboni gia nhập đội trẻ của đội bóng nước Ý Catania, cùng với anh trai Franco và cha Ezequiel, người vừa đảm nhận cả hai vai trò huấn luyện viên đội trẻ và trưởng bộ phận phát triển đội trẻ của câu lạc bộ.

### Inter Milan
Một năm sau, sau khi thu hút được sự quan tâm của một số câu lạc bộ nổi tiếng ở châu Âu, tiền vệ này và anh trai đều gia nhập câu lạc bộ Serie A Inter Milan với mức phí chuyển nhượng ước tính 300.000 euro.
Carboni nhanh chóng vượt qua cấp độ trẻ Nerazzurri, trở thành một phần của đội U-19 kể từ đầu mùa giải 2021–22 và giúp đội giành chức vô địch U-19 quốc gia vào năm 2022.
Khi bắt đầu mùa giải 2022–23, trong khi tiếp tục góp mặt cho đội Primavera ở giải quốc gia và UEFA Youth League, Carboni bắt đầu tập luyện với đội một của Inter Milan dưới sự dẫn dắt của huấn luyện viên trưởng Simone Inzaghi. Tiền vệ này sau đó đã ra mắt đội chuyên nghiệp vào ngày 1 tháng 10 năm 2022, lúc 17 tuổi 206 ngày, vào sân thay cho Federico Dimarco ở phút thứ 88 trong trận thua 2–1 trước Roma. Sau đó, vào ngày 1 tháng 11, anh có trận ra mắt UEFA Champions League, thay thế Joaquín Correa ở phút thứ 76 trong trận thua 2–0 ở vòng bảng trước Bayern Munich.
Vào tháng 7 năm 2023, Carboni ký hợp đồng mới dài hạn với Inter Milan.

#### 2023–24: Cho mượn đến Monza
Vào ngày 15 tháng 7 năm 2023, Carboni chính thức gia nhập câu lạc bộ Serie A Monza theo dạng cho mượn kéo dài một mùa giải. Vào ngày 1 tháng 12, anh ghi bàn thắng chuyên nghiệp đầu tiên trong trận thua 2-1 trên sân nhà trước Juventus.

#### 2024–25: Cho mượn đến Marseille và chấn thương ACL
Vào ngày 7 tháng 8 năm 2024, Carboni gia nhập câu lạc bộ Olympique de Marseille của Pháp theo dạng cho mượn trong một mùa giải, kèm theo tùy chọn mua đứt và tùy chọn ngược lại có lợi cho Inter. Vào tháng 10 năm 2024, trong thời gian nghỉ thi đấu quốc tế, Carboni bị đứt dây chằng chéo trước, khiến anh phải nghỉ thi đấu trong một thời gian dài.

#### 2025: Trở lại Inter
Vào ngày 11 tháng 2 năm 2025, hợp đồng cho mượn của Carboni đã kết thúc sớm để anh tiếp tục quá trình phục hồi chức năng của mình với Nerazzurri, nhằm chuẩn bị cho Giải vô địch bóng đá thế giới các câu lạc bộ 2025. Sau đó, vào ngày 21 tháng 6, anh ghi bàn thắng đầu tiên cho câu lạc bộ trong thời gian bù giờ, giúp họ giành chiến thắng 2–1 trước Urawa Red Diamonds tại giải.

#### 2025–26: Cho mượn đến Genoa
Ngày 18 tháng 7 năm 2025, Carboni gia nhập câu lạc bộ Serie A Genoa theo dạng cho mượn một mùa giải. Anh có trận ra mắt chính thức cho Grifone vào ngày 15 tháng 8 năm 2025, đá chính ở vòng một Coppa Italia gặp Vicenza. Genoa giành chiến thắng 3–0 với bàn mở tỷ số của Carboni.

## Sự nghiệp quốc tế
Nhờ có hai quốc tịch, Carboni đủ điều kiện đại diện cho cả Ý và Argentina ở cấp độ quốc tế.

### Đội trẻ Ý
Năm 2019, anh tham gia một số trại huấn luyện cùng đội tuyển U-15 quốc gia Ý; sau đó, anh tiếp tục chơi cho đội tuyển U-17 quốc gia Ý từ năm 2021 đến năm 2022.

### Đội trẻ Argentina
Vào tháng 3 năm sau, anh chuyển sang thi đấu cho Argentina và được triệu tập chính thức lần đầu lên đội tuyển quốc gia Argentina cùng anh trai, sau khi được đưa vào danh sách sơ bộ cho các trận đấu vòng loại FIFA World Cup 2022 với Venezuela và Ecuador.
Vào tháng 5 năm 2022, anh được huấn luyện viên trưởng Javier Mascherano đưa vào đội tuyển U-20 Argentina tham dự Giải Maurice Revello ở Pháp, khi Albiceleste cuối cùng cán đích ở vị trí thứ năm, sau khi giành chiến thắng trong trận play-off với Nhật Bản.
Vào tháng 10 năm 2022, anh được huấn luyện viên trưởng Lionel Scaloni đưa vào đội hình sơ bộ của Argentina tham dự FIFA World Cup 2022 tại Qatar, dù không lọt vào danh sách 26 người cuối cùng.
Vào tháng 3 năm 2023, anh lại được gọi vào đội tuyển quốc gia Argentina để thi đấu hai trận giao hữu với Panama và Curaçao.
Vào tháng 5 cùng năm, anh được đưa vào đội hình cuối cùng tham dự Giải vô địch bóng đá U-20 thế giới 2023 tại Argentina. Trong trận ra mắt vào ngày 20 tháng 5, anh ghi bàn mở tỷ số trong chiến thắng 2-1 trước Uzbekistan.

### Đội tuyển quốc gia Argentina
Carboni ra mắt đội tuyển quốc gia Argentina vào ngày 26 tháng 3 năm 2024 trong trận giao hữu với Costa Rica, khi vào sân thay Ángel Di María ở phút thứ 82.
Vào tháng 6 năm 2024, khi mới thi đấu hai trận cho đội tuyển quốc gia Argentina, Carboni đã được Lionel Scaloni đưa vào đội hình 26 người Argentina cuối cùng tham dự Copa América 2024.

## Phong cách thi đấu
Carboni là một tiền vệ tấn công thuận chân trái, chủ yếu hoạt động ở vai trò số 10, nhưng cũng có thể chơi ở vị trí tiền đạo trung tâm, tiền vệ cánh lùi ở cánh phải hoặc tiền vệ trung tâm (mezzala). Là một cầu thủ thanh lịch, điềm tĩnh và sáng tạo, anh thường xuyên di chuyển giữa các tuyến tấn công của đội mình, bất kể khi đang giữ quyền kiểm soát bóng, tìm kiếm đồng đội qua những đường chuyền hoặc pha phối hợp chạm đầu tiên, hoặc trực tiếp thực hiện cú sút từ cự ly ngắn hoặc xa.
Mặc dù chủ yếu được đánh giá cao nhờ những đóng góp trong tấn công, nhờ tầm nhìn, kỹ thuật cá nhân và kỹ năng rê bóng, Carboni cũng đã chứng tỏ được hiệu quả trong khía cạnh phòng thủ, đặc biệt là nhờ tốc độ thi đấu của anh.
Anh coi người đồng hương Lionel Messi là nguồn cảm hứng lớn nhất của mình.
Tháng 9 năm 2022, Carboni được The Guardian đưa vào danh sách 60 tài năng xuất sắc nhất thế giới sinh năm 2005.

## Đời tư
Carboni là con trai của cựu cầu thủ bóng đá người Argentina Ezequiel Carboni.
Anh trai Franco của anh (sinh năm 2003) cũng là một cầu thủ bóng đá: cả hai đã thi đấu cùng nhau ở đội trẻ Lanús, Catania và Inter Milan.
Anh còn có hai người em là Cristiano (sinh năm 2009) và Alma (sinh năm 2016).

## Thống kê sự nghiệp
Tính đến 15 tháng 8 năm 2025
| Câu lạc bộ          | Mùa giải            | Vô địch quốc gia    | Vô địch quốc gia | Vô địch quốc gia | Cúp quốc gia | Cúp quốc gia | Châu Âu | Châu Âu | Khác | Khác | Tổng | Tổng |
| Câu lạc bộ          | Mùa giải            | Hạng                | Trận             | Bàn              | Trận         | Bàn          | Trận    | Bàn     | Trận | Bàn  | Trận | Bàn  |
| ------------------- | ------------------- | ------------------- | ---------------- | ---------------- | ------------ | ------------ | ------- | ------- | ---- | ---- | ---- | ---- |
| Inter Milan         | 2022–23             | Serie A             | 5                | 0                | 0            | 0            | 1       | 0       | 0    | 0    | 6    | 0    |
| Inter Milan         | 2024–25             | Serie A             | –                | –                | –            | –            | –       | –       | 3    | 1    | 3    | 1    |
| Inter Milan         | Tổng                | Tổng                | 5                | 0                | 0            | 0            | 1       | 0       | 3    | 1    | 9    | 1    |
| Monza (loan)        | 2023–24             | Serie A             | 31               | 2                | 1            | 0            | –       | –       | –    | –    | 32   | 2    |
| Marseille (loan)    | 2024–25             | Ligue 1             | 4                | 0                | 0            | 0            | –       | –       | –    | –    | 4    | 0    |
| Genoa (loan)        | 2025–26             | Serie A             | 0                | 0                | 1            | 1            | –       | –       | –    | –    | 1    | 1    |
| Tổng cộng sự nghiệp | Tổng cộng sự nghiệp | Tổng cộng sự nghiệp | 40               | 2                | 2            | 1            | 1       | 0       | 3    | 1    | 46   | 4    |

1. ↑  Bao gồm Coppa Italia
2. ↑  Số trận tại UEFA Champions League
3. ↑  Số trận tại FIFA Club World Cup

## Danh hiệu
U-19 Inter Milan
- Campionato Primavera 1: 2021–22[8][9]

Inter Milan
- Supercoppa Italiana: 2022[49]
- Á quân UEFA Champions League: 2022–23[50]